# 蔣泮
蔣泮（1485年—？），字良化，浙江台州府仙居縣人，民籍，明朝政治人物。

## 生平
正德十一年（1516年）丙子科浙江鄉試第九十名舉人，十六年（1521年）中式辛巳科會試第一百九十一名，二甲第九十六名進士。授工部主事，榷税荆州。升员外郎，督理仓廒。迁郎中，奉使再赴江南，抵苏州而卒。行李萧然，无以为殓，苏州府知府胡缵宗经纪其丧事。

## 家族
曾祖蔣伯通；祖父蔣舜英；父蔣祿，知縣。前母麻氏；母葉氏。慈侍下。兄蔣瀅，弟蔣游。